# 24626 Astrowizard
24626 Astrowizard è un asteroide della fascia principale. Scoperto nel 1980, presenta un'orbita caratterizzata da un semiasse maggiore pari a 2,7765214 UA e da un'eccentricità di 0,2829763, inclinata di 8,19341° rispetto all'eclittica.